# Cultura da República da Irlanda
A cultura irlandesa assenta em fortes raízes celtas. Na cultura irlandesa, destacam-se os escritores Jonathan Swift e Oscar Wilde, para além dos quatro Nobel da Literatura: George Bernard Shaw, W. B. Yeats, Samuel Beckett e Seamus Heaney. Apenas um irlandês ganhou o Nobel da Física, por Ernest Walton, em 1951. William Thompson, por sua vez, era um famoso inventor, fundador da termodinâmica e precursor da teoria electromagnética e William Rowan Hamilton, foi um renomado físico e matemático do século XIX.
Uma das mais lotadas áreas de Dublin é o chamado Temple Bar (a antiga área onde é possível encontrar pessoas de todo o mundo) ou em locais diversos como a moderna Thunder Road Cafe. Na dança destaca-se o Riverdance. O primeiro médico com título nobiliárquico, Sir Hans Sloane, foi um médico irlandês cujo hobby era a botânica e cuja colecção é o núcleo do Museu Britânico.

## Literatura

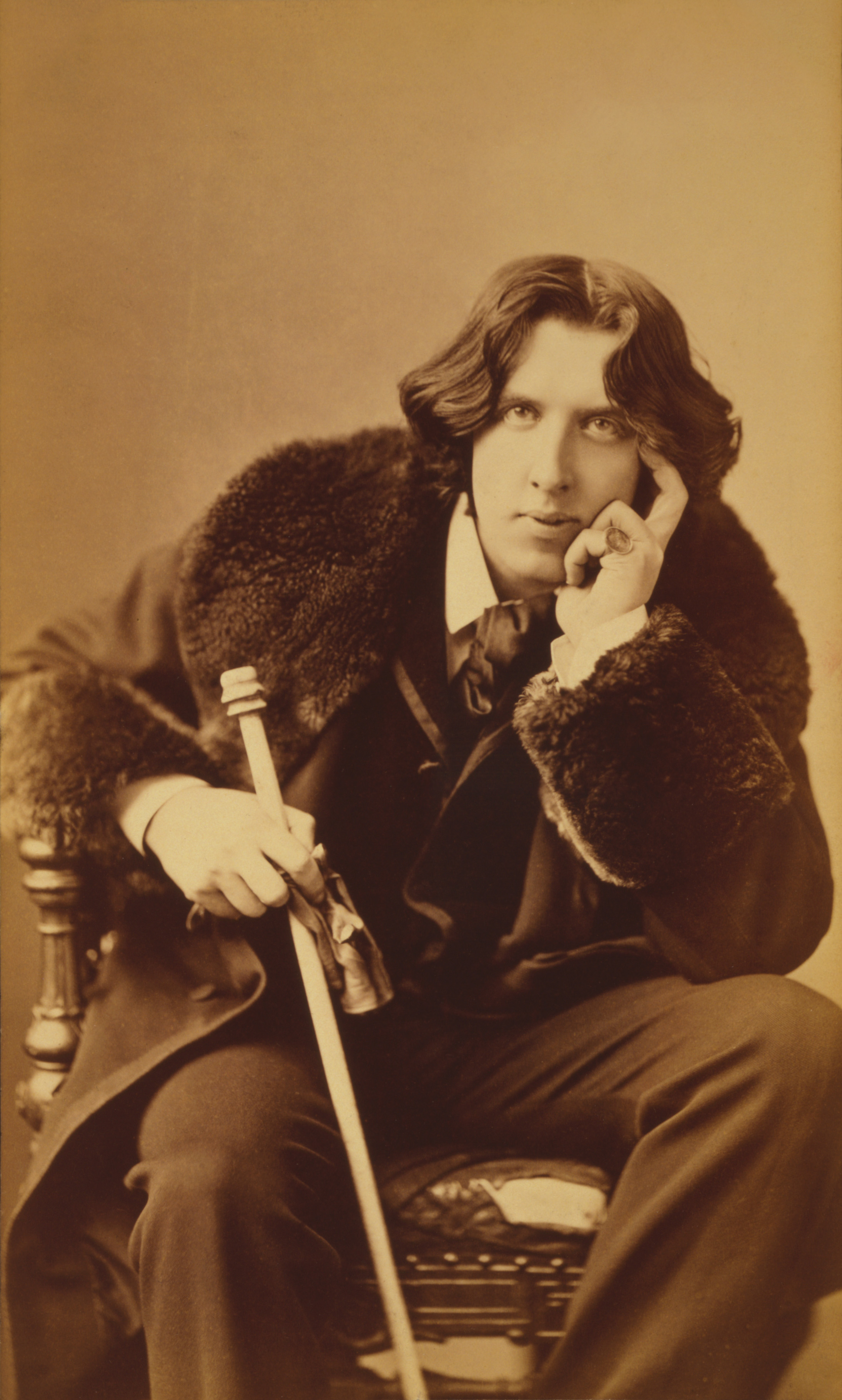
Oscar Wilde

A Irlanda é famosa pelo Book of Kells, também conhecido como o Grande Evangelho de Santa Columba, que é um manuscrito ilustrado com motivos decorativos, feito por monges célticos até ao ano de 800. A principal peça do cristianismo irlandês e da arte-saxónica irlandesa, é, apesar de estar inacabada, um dos mais sumptuosos manuscritos iluminados que sobreviveram desde a Idade Média. Devido à sua grande beleza e excelente acabamento técnico, este manuscrito é considerado por muitos especialistas como um dos mais importantes vestígios da arte religiosa medieval. Escrito em latim, o Livro de Kells contém quatro Evangelhos do Novo Testamento.
A poesia irlandesa representa a mais antiga poesia vernácula na Europa. Os primeiros exemplos datam do século VI, e são geralmente pequenas obras de poesia lírica, que abordam questões de carácter religioso ou naturalista. Eram muitas vezes compostas por escribas, à margem dos manuscritos iluminados que eles próprios copiaram.
É na Irlanda que nasce escritores como Jonathan Swift, Brendan Behan, Douglas Hyde, Flann O'Brien, Sheridan Le Fanu, Sean O'Casey, George Berkeley, James Joyce, George Bernard Shaw, Richard Brinsley Sheridan, Oliver Goldsmith, Oscar Wilde, Bram Stoker, W. B. Yeats, Samuel Beckett, Seamus Heaney, Herminie T. Kavanagh, C. S. Lewis, entre outros.

## Sociedade

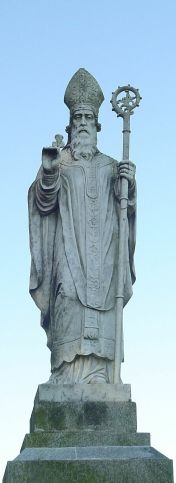
São Patrício, santo padroeiro da Irlanda.

O dia nacional é a 17 de Março para homenagear o padroeiro da Irlanda: São Patrício, que promoveu o Cristianismo na ilha. Diz-se que expulsou as cobras de todas as partes do território. A harpa, que aparece na crista da província de Leinster e o trevo de três folhas, também são identificados como símbolos da Irlanda. O trevo de três folhas é um símbolo do país, porque é dito que São Patrício o utilizou para explicar a Santíssima Trindade. A cor verde também é a cor mais associada à Irlanda, e está presente na bandeira nacional representando os cristãos da Irlanda. 
O verdadeiro amor e amizade são selados com o Claddagh Ring. Este anel místico tem a sua origem há 300 anos numa antiga aldeia de pescadores em Claddagh, nos arredores da cidade de Galway, na costa oeste da Irlanda. O anel é entregue como um símbolo de amizade ou como anel de noivado.
O dia 26 de dezembro é celebrado com dia de Santo Estevão. A 1 de fevereiro é celebrada a festa céltica Imbolc, a festa da fertilidade da terra e da deusa Brid, a deusa do fogo. Hoje é chamada de festa de Santa Brígida, segundo o padrão do país. Os irlandeses colocam uma imagem de Santa Brígida nos cruzamentos e nas suas casas para evitar incêndios. Outras celebrações pré-cristãs mantêm os seus nomes pagãos em irlandês e são hoje nomes de alguns dos meses do ano: Bealtaine (Maio), comemora o início do Verão, Moon (agosto) a festa da colheita e Samhain (novembro), a festa dos mortos e do novo ano. Este último, à semelhança da Festa de todos os santos. 

## Cinema
Existem várias figuras internacionais naturais da Irlanda e que têm triunfado em Hollywood: Maureen O'Hara, Barry Fitzgerald, George Brent, Arthur Shields Maureen O'Sullivan, Richard Harris, Peter O'Toole, Pierce Brosnan, Gabriel Byrne, Brendan Gleeson, Daniel Day Lewis, Colm Meaney, Colin Farrell, Brenda Fricker, Jonathan Rhys-Meyers, Stuart Townsend, Cillian Murphy, Liam Neeson e Evanna Lynch. Outros nomes, como Neil Jordan e Jim Sheridan, também se notabilizaram no mundo do cinema como directores de produção.
Vários filmes foram filmados na Irlanda, tais como Braveheart, Excalibur, P.S. I Love You, El Rey Arturo: La verdadera historia que inspiró la leyenda, Saving Private Ryan e Ballykissangel. Também filmes relembram a história do país, como Michael Collins baseado na vida do revolucionário irlandês.

## Música

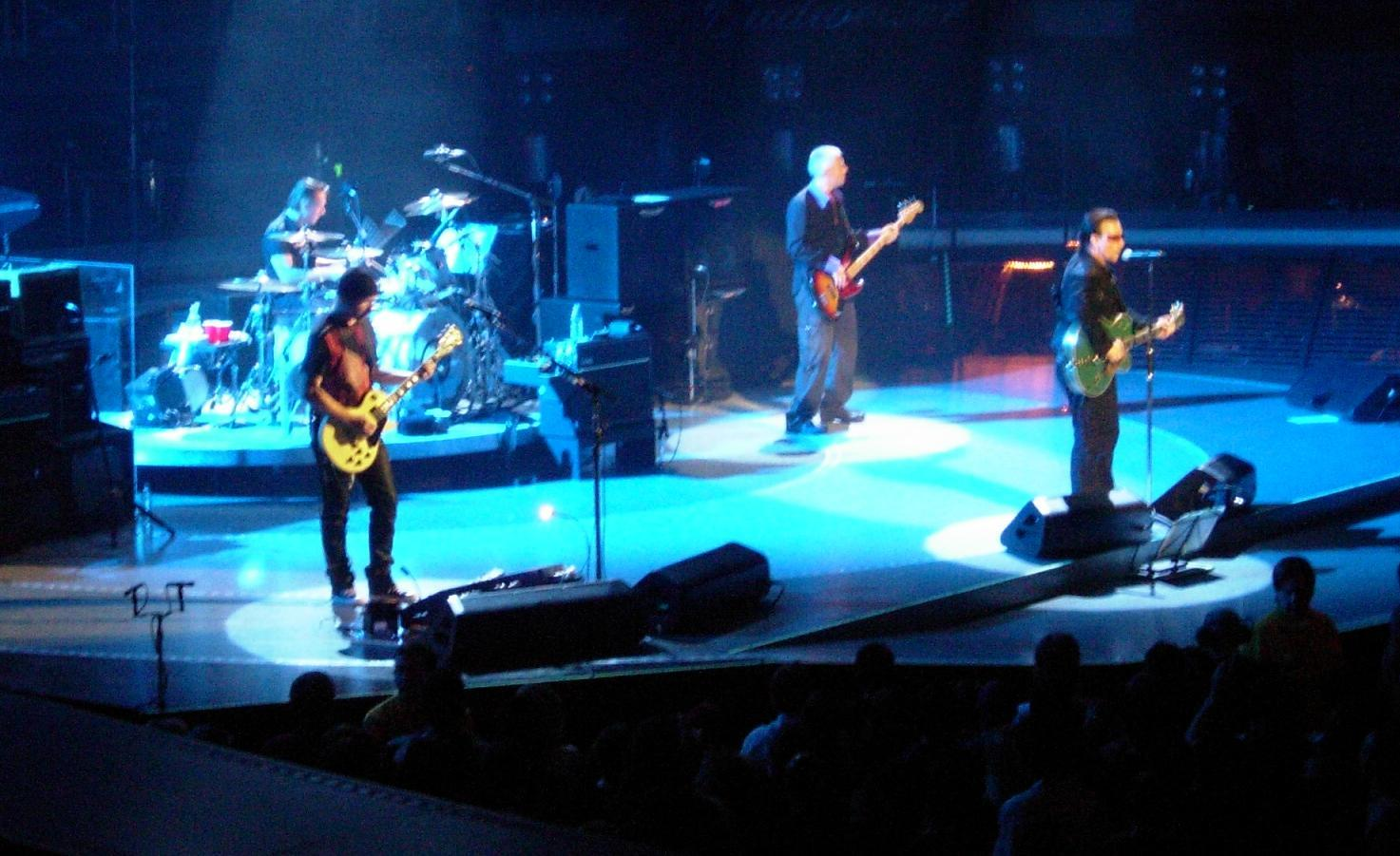
U2, uma das mais famosas bandas irlandesas de todos os tempos.

Os irlandeses interessam-se muito pela música tradicional irlandesa, mas também para a música do século XX, interpretada por Christy Moore, Pat Ingolsbhy, Shane MacGowan e Sinéad O'Connor. Destaca-se também a banda de rock U2, The Corrs, The Cranberries, Bob Geldof, Gary Moore, Thin Lizzy, Horslips, Rory Gallagher, Westlife, Chris de Burgh e Van Morrison. De uma forma mais tradicional, a música interpretada por Enya, The Dubliners, Tara Blaise e The Chieftains, entre outros, além de James Galway (flautista clássico). Em 2010 o cantor irlândes de Mullingar, Niall Horan ingressa juntamente com quatro meninos (Harry Styles, Zayn Malik, Liam Payne e Louis Tomlinson) no programa musical XFactor, em Londres, e juntos formaram o One Direction.

## Mitologia
Uma parte da mitologia do povo irlandês na narração arturiana com a princesa irlandesa Isolda de Irlanda (também conhecida como Isolda, a Justa e Isolda, a Bela), filha de Augusto e Isolda, a Rainha Mãe. É uma das principais personagens do poema Tristão de Béroul, Thomas da Grã-Bretanha e Gottfried von Strassburg. Outra das lendas da mitologia da ilha é constituída pelo místico Leprechaun, um rico e sábio duende que caso seja apanhado, ele doa o seu ouro para ser libertado.

## Gastronomia

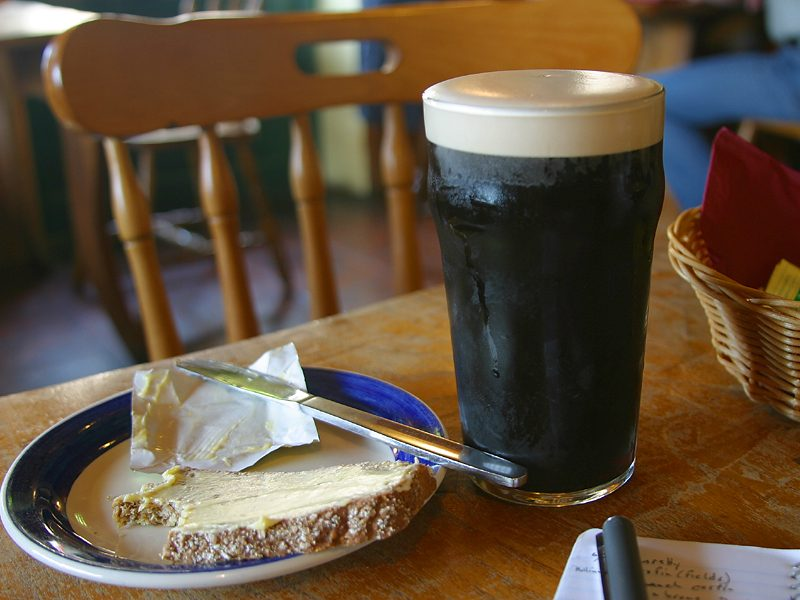
Um litro de stout e uma fatia de pão com manteiga.

Exemplos de alguns pratos típicos da cozinha irlandesa são o guisado irlandês, e também o toucinho com couve (cozidos juntos). O Boxty é um prato tradicional, que consiste num pastel feito de batata. Em Dublin é muito popular o coddle, que é feito com linguiça de porco cozida. A Irlanda é famosa pelo seu pequeno-almoço irlandês, que é servido principalmente com carne de porco e pode incluir batata frita.
Uma das bebidas mais associadas à Irlanda é o Guinness, que é frequentemente servido em pub's, mas também é popular a Smithwicks. Esta é uma tradição irlandesa, de se tomar sidra, para além do Whiskey de malte e do café irlandês. Desde 1974, a Irlanda produziu um dos mais famosos licores, o Bailey's Irish Cream, que consiste numa mistura de natas com uísque irlandês, que alcoólicas atingem os 17% de volume.

## Esportes
O futebol é um dos desportos mais praticados e com o maior número de adeptos em toda a Irlanda e tem o seu próprio campeonato nacional, o Irish Football League. A Seleção Irlandesa de Futebol classificou-se em três ocasiões no Campeonato Mundial, obtendo o seu melhor resultado em 1990 onde foi eliminado nos quartos-de-final.
Também tem um monte de adeptos de críquete, destacando a presença da equipa nacional na Copa do Mundo de Críquete de 2007 onde passou a primeira fase, eliminando o Paquistão. Outros desportos de alto perfil no país são o futebol gaélico, o hurling ou Camogie, que são parte integrante da Gaelic Athletic Association.
O rugby também é um dos desportos favoritos em que a sua equipa nacional tem conseguido se destacar em prestigiados torneios como o Torneio das Seis Nações. Também notável foi Dave Finlay, famoso lutador da WWE, o antigo campeão mundial de snooker, Ken Doherty, o primeiro campeão dos pesos pesados do boxe, John L. Sullivan, também o campeão do mundo do boxe, Barry McGuigan e Steve Collins ou o primeiro irlandês a vencer a Tour de França, Stephen Roche.
Além disso, é de salientar a ex-equipa da Fórmula 1, Jordan Grand Prix, que ganhou várias competições mundiais e a realização do Rally da Irlanda em 2007, que fazia parte do World Rally Championship, com uma afluência de público de aproximadamente 200 000 espectadores.

## Feriados
| Dia         | Nome na língua local | Nome na língua portuguesa |
| ----------- | -------------------- | ------------------------- |
| 01/01       | New Year's Day       | Ano Novo                  |
| 17/03       | St. Patrick's Day    | Dia de São Patrício       |
| Festa móvel | Good Friday          | Sexta-feira santa         |
| Festa móvel | Monday Easter        | Segunda-feira de Páscoa   |
| 25/12       | Christmas Day        | Natal                     |
| 26/12       | St. Stephen's Day    | Dia de Santo Estevão      |